# Bazzania flaccida
Bazzania flaccida là một loài rêu tản trong họ Lepidoziaceae. Loài này được (Dumort.) Grolle miêu tả khoa học lần đầu tiên năm 1972.

## Hình ảnh

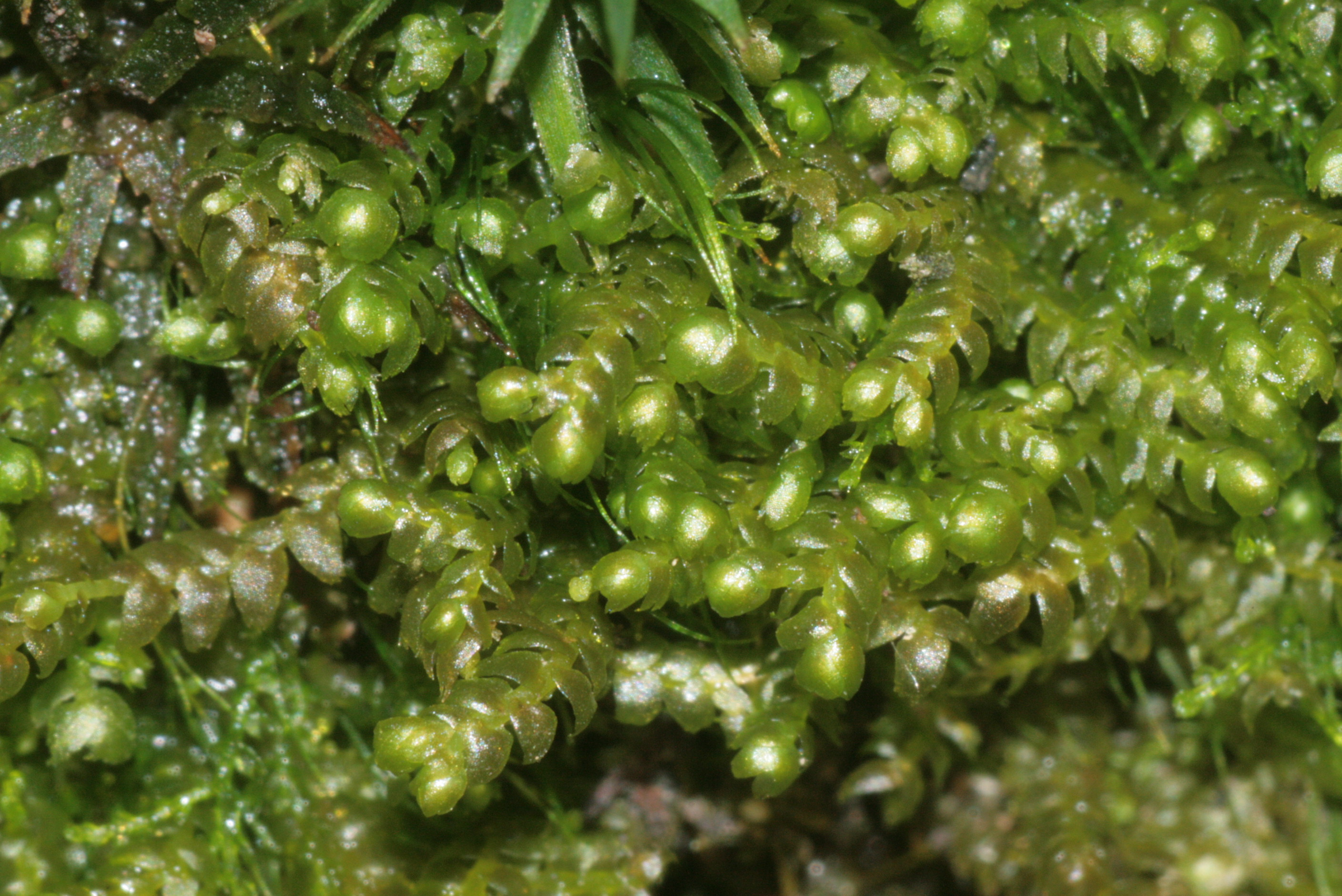
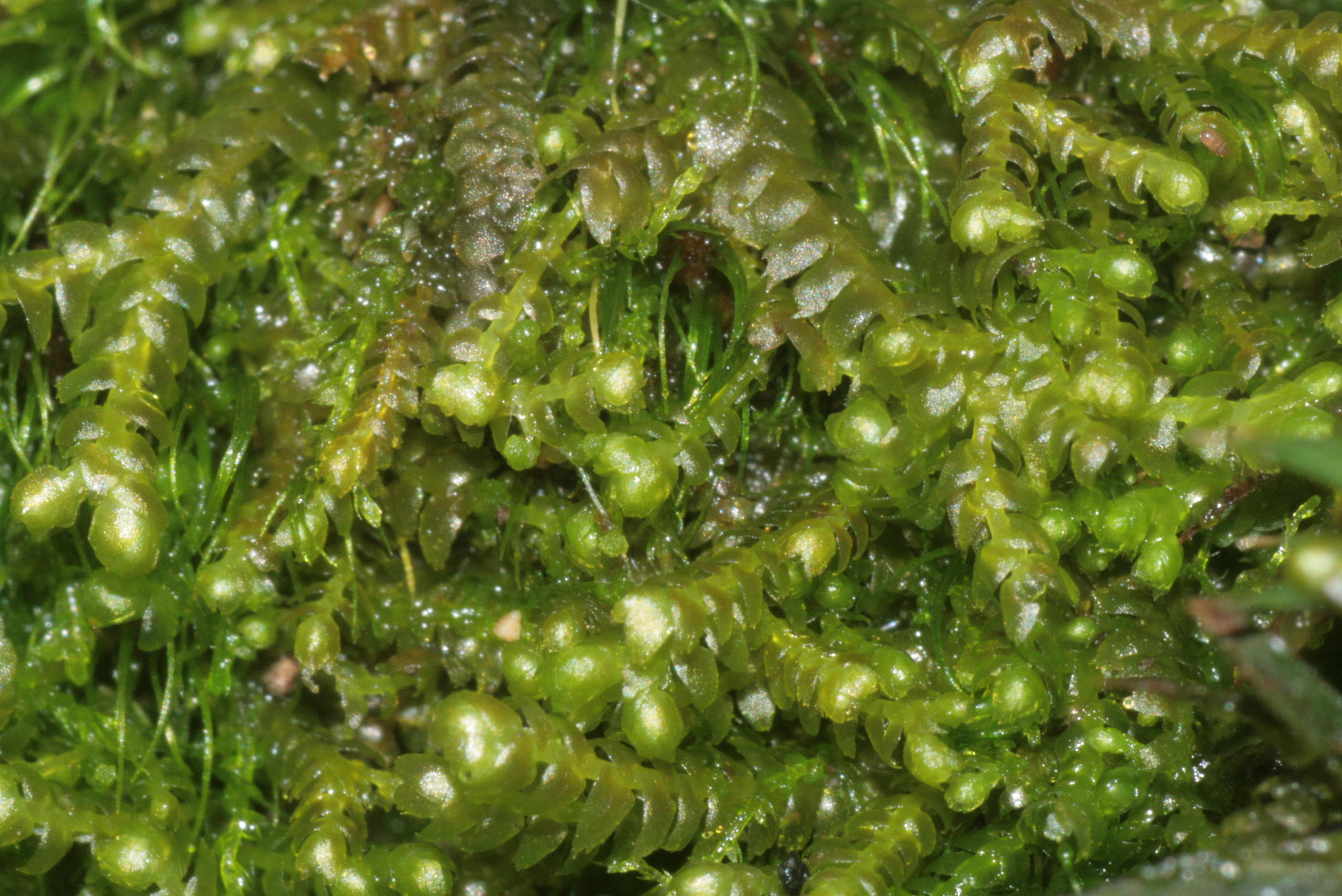
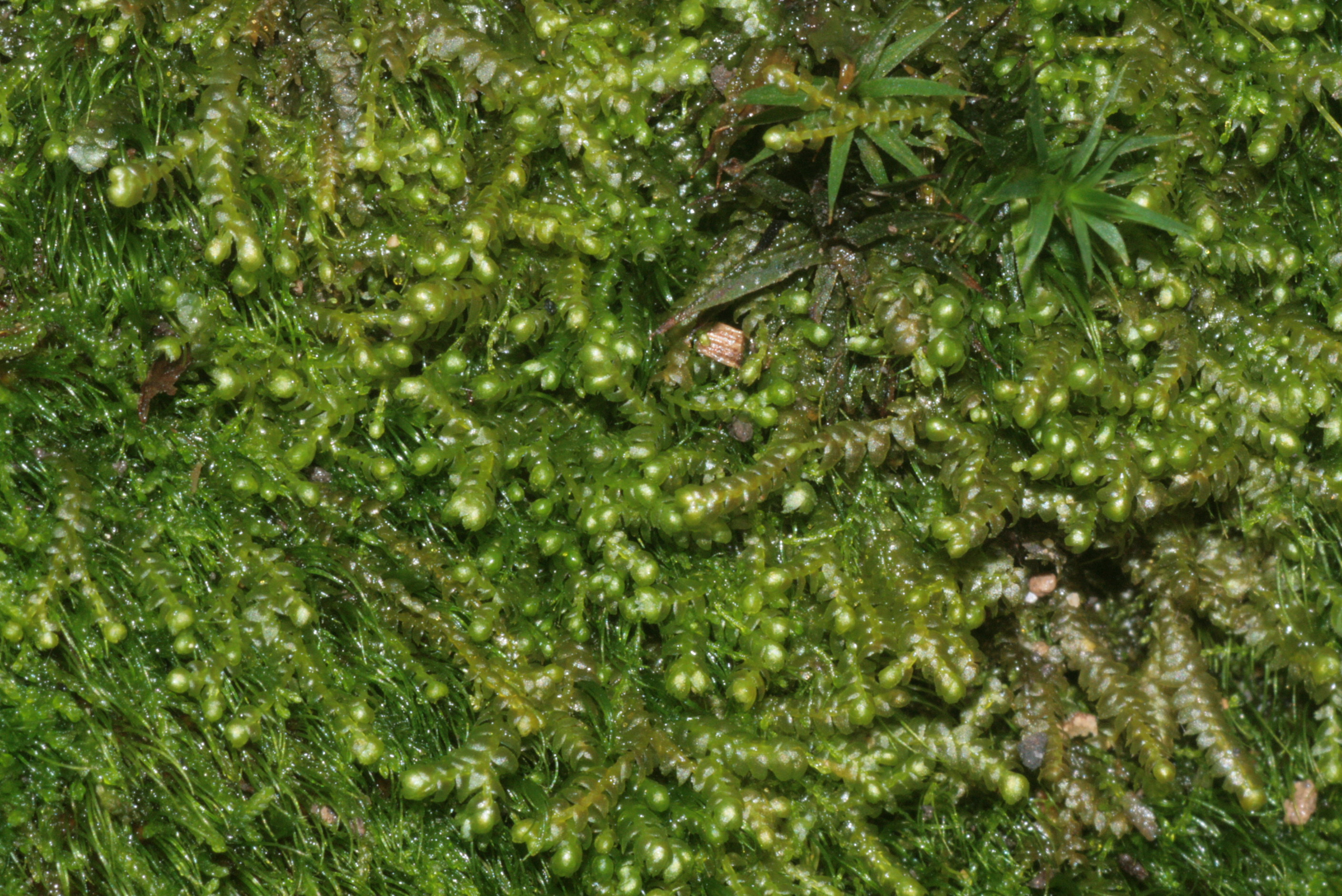
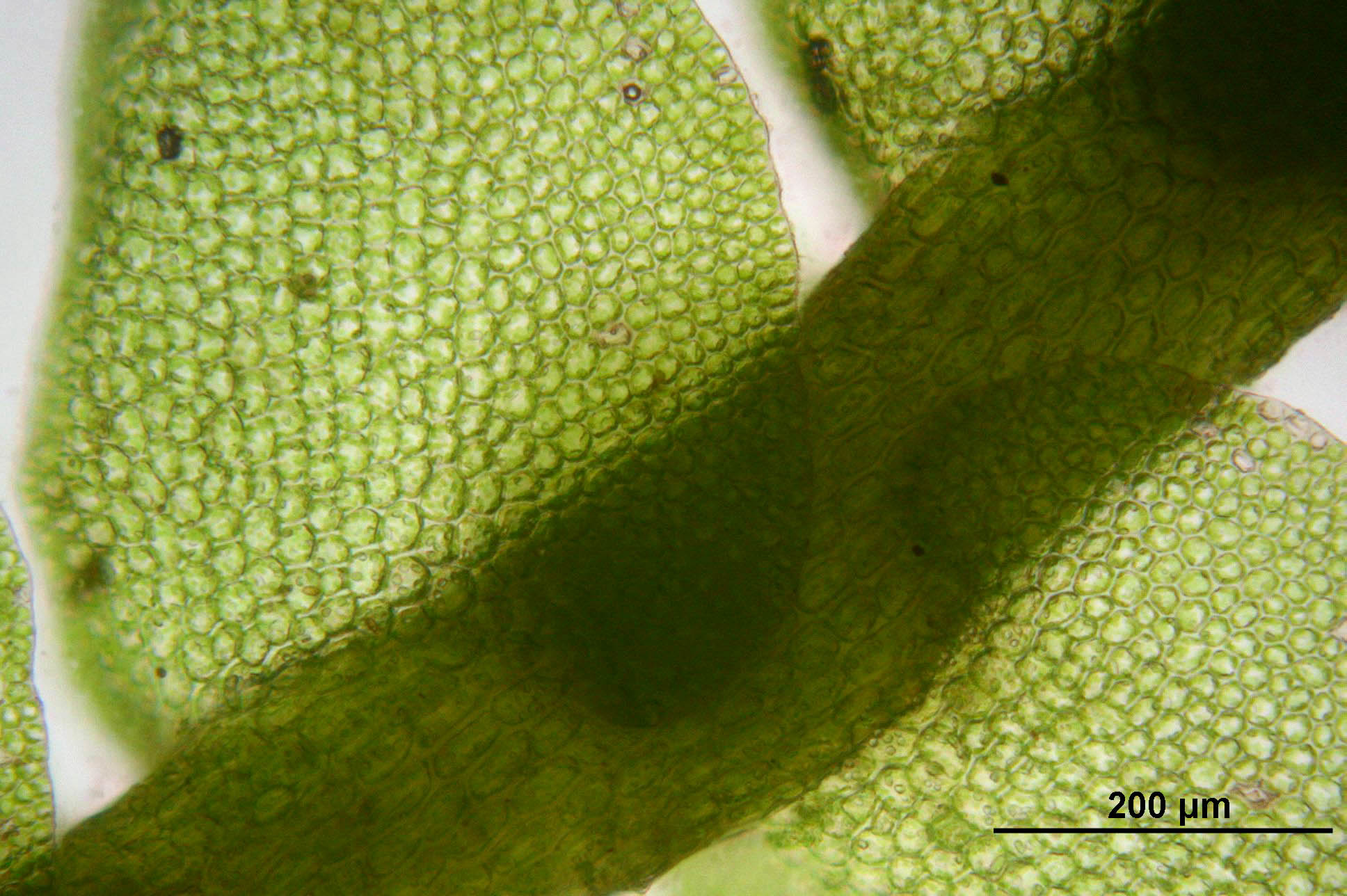